# Shruti Marathe
Pour les articles homonymes, voir Marathe (homonymie).
 (septembre 2024).
La mise en forme du texte ne suit pas les recommandations de Wikipédia : il faut le « wikifier ».
Les points d'amélioration suivants sont les cas les plus fréquents. Le détail des points à revoir est peut-être précisé sur la page de discussion.
- Les titres sont pré-formatés par le logiciel. Ils ne sont ni en capitales, ni en gras.
- Le texte ne doit pas être écrit en capitales (les noms de famille non plus), ni en gras, ni en italique, ni en « petit »…
- Le gras n'est utilisé que pour surligner le titre de l'article dans l'introduction, une seule fois.
- L'italique est rarement utilisé : mots en langue étrangère, titres d'œuvres, noms de bateaux, etc.
- Les citations ne sont pas en italique mais en corps de texte normal. Elles sont entourées par des guillemets français : « et ».
- Les listes à puces sont à éviter, des paragraphes rédigés étant largement préférés. Les tableaux sont à réserver à la présentation de données structurées (résultats, etc.).
- Les appels de note de bas de page (petits chiffres en exposant, introduits par l'outil «  Source ») sont à placer entre la fin de phrase et le point final[comme ça].
- Les liens internes (vers d'autres articles de Wikipédia) sont à choisir avec parcimonie. Créez des liens vers des articles approfondissant le sujet. Les termes génériques sans rapport avec le sujet sont à éviter, ainsi que les répétitions de liens vers un même terme.
- Les liens externes sont à placer uniquement dans une section « Liens externes », à la fin de l'article. Ces liens sont à choisir avec parcimonie suivant les règles définies. Si un lien sert de source à l'article, son insertion dans le texte est à faire par les notes de bas de page.
- La présentation des références doit suivre les conventions bibliographiques. Il est recommandé d'utiliser les modèles {{Ouvrage}}, {{Chapitre}}, {{Article}}, {{Lien web}} et/ou {{Bibliographie}}. Le mode d'édition visuel peut mettre en forme automatiquement les références.
- Insérer une infobox (cadre d'informations à droite) n'est pas obligatoire pour parachever la mise en page.

Pour une aide détaillée, merci de consulter Aide:Wikification.
Si vous pensez que ces points ont été résolus, vous pouvez retirer ce bandeau et améliorer la mise en forme d'un autre article.
 (septembre 2024).
Shruti Marathe est une actrice indienne connue pour son travail dans les films et la télévision hindi, marathi et tamoul.

## Vie personnelle
Shruti a épousé l'acteur Gaurav Ghatnekar en 2016.

## Carrière
Elle a fait ses débuts au cinéma avec le film Marathi Sanai Choughade (2008) et le film Tamoul Indira Vizha (2009),. Ses autres œuvres incluent des films tels que Naan Avanillai 2 (2009), Guru Sishyan (2010), Rama Madhav (2014), Taptapadi (2014), Bandh Nylon Che (2016), et Budhia Singh – Born to Run (2016). Concernant son rôle dans Rama Madhav, un critique a déclaré que « en tant que Parvatibai, Shruti Marathe fait parfaitement ressortir le pathétique d'une femme attendant le retour de son mari décédé à la guerre ». Dans une critique de Budhia Singh – Born to Run, un critique a noté : « Mais la surprise est Shruti Marathe dans le rôle de Gita, la femme de Biranchi. Elle tient bon face à Manoj avec un enthousiasme raisonnable. Elle transmet en douceur le trouble poignant d'une épouse et d'une mère ». Elle a fait ses débuts au cinéma en Kannada avec Aadu Aata Aadu, un remake de Thiruttu Payale (2006). Elle devrait apparaître dans le prochain thriller à suspense Portrait, un film unique qui combine les langues anglaise et marathi. Dans « Portrait », elle partagera l'écran avec des acteurs notables comme Ajinkya Deo et Bhushan Pradhan. Le film mettra en valeur sa polyvalence en tant qu’actrice dans un rôle qui devrait captiver le public par sa profondeur et son suspense.

## Filmographie

### Films
| Year | Film                           | Role                  | Language | Notes                                                            |
| ---- | ------------------------------ | --------------------- | -------- | ---------------------------------------------------------------- |
| 2008 | Sanai Choughade                | Ashwini               | Marathi  |                                                                  |
| 2009 | Indira Vizha                   | Savithri Duraisimaalu | Tamil    | Credited as Hema Malini                                          |
| 2009 | Naan Avanillai 2               | Saki                  | Tamil    |                                                                  |
| 2009 | Asa Mi Tasa Mi                 | Namita                | Marathi  |                                                                  |
| 2009 | Lagali Paij                    | Deepali Kelkar        | Marathi  |                                                                  |
| 2010 | Guru Sishyan                   | Gayathri              | Tamil    |                                                                  |
| 2011 | Teecha Baap Tyacha Baap        | Canada Pai            | Marathi  |                                                                  |
| 2012 | Aravaan                        | Kanaganuga            | Tamil    | Special appearance                                               |
| 2012 | Satya, Savitree Ani Satyawan   | Surpriya Jadhav       | Marathi  |                                                                  |
| 2013 | Premasutra                     | Malavika              | Marathi  |                                                                  |
| 2013 | Tujhi Majhi Love Story         | Aditi                 | Marathi  |                                                                  |
| 2014 | Rama Madhav                    | Parvtibai Peshwe      | Marathi  |                                                                  |
| 2014 | Taptapadi                      | Sunanda               | Marathi  |                                                                  |
| 2015 | Mumbai-Pune-Mumbai 2           | Tanuja                | Marathi  |                                                                  |
| 2016 | Bandh Nylon Che                | Anita Jogalekar       | Marathi  |                                                                  |
| 2016 | Budhia Singh – Born to Run     | Gita                  | Hindi    |                                                                  |
| 2017 | Wedding Anniversary            | Basanti               | Hindi    |                                                                  |
| 2017 | Aadu Aata Aadu                 | Shruti                | Kannada  | Credited as Shruti Prakash                                       |
| 2020 | Naanga Romba Busy              | Sangeetha             | Tamil    | Television film                                                  |
| 2022 | Dharmaveer                     | Tanvi Mahapatra       | Marathi  | Cameo appearance                                                 |
| 2022 | Sarsenapati Hambirrao          | Soyarabai             | Marathi  | Nominated Zee Chitra Gaurav Puraskar for Best Supporting Actress |
| 2024 | Alibaba Aani Chalishitale Chor | Aditi                 | Marathi  | [ 15 ]                                                           |
| 2024 | Munjya                         | Gotya's mother        | Hindi    |                                                                  |
| 2024 | Devara: Part 1                 | Jogula                | Telugu   | [ 16 ]                                                           |
| 2024 | Gulabi                         | À venir               | Marathi  | Completed                                                        |

### Télévision
| Année     | Film                    | Rôle                                             | Langue  | Réf.   |
| --------- | ----------------------- | ------------------------------------------------ | ------- | ------ |
| 2003      | Peshwaï                 | Ramabai Peshwa                                   | Marathi | [ 17 ] |
| 2012-2014 | Salut Radha Bawari      | Radha Dharmadhikari                              | Marathi |        |
| 2017-2018 | Jaago Mohan Pyare       | Gennie (Bhanumati)                               | Marathi | [ 18 ] |
| 2021      | Majhya Navaryachi Bayko | La petite amie de Gurunath (apparition en camée) | Marathi |        |
| 2021      | Rudrakshaal             | Smita Thakur                                     | hindi   |        |
| 2021      | Barde de sang           | Neeta                                            | hindi   | [ 19 ] |
| 2022      | Bus Bai Bas             | Invité                                           | Marathi |        |

### Théâtre
- Saint Sakhu
- Lagnabambal[20]